# Taisto Tähkämaa
Taisto Toivo Johannes Tähkämaa (né Blomqvist le 11 juin 1924 à Parainen) est un agriculteur et homme politique finlandais,,. 

## Biographie
Taisto Tähkämaa nait dans une famille d'agriculteurs. 
Il prend part à la guerre de continuation dans les rangs du régiment d'infanterie 35 , combattant sur l'isthme de Maaselkä et participe à la Bataille de Tali-Ihantala. 
Taisto Tähkämaa devient caporal pendant la guerre. 
Il commence des études à l'Université populaire Alkio-opisto en 1949 et continue à l'Université agricole suédoise supérieure à Turku en 1953. 
Puis il est consultant agricole et agriculteur à Piikkiö.

## Carrière politique
Taisto Tähkämaa est député Kesk de la circonscription de Turku du 23 mars 1970 au 21 mars 1991,.
Il est vice-président du Parti du centre (1980-1984).
Taisto Tähkämaa est Ministre de la Défense du gouvernement Sorsa II (15.05.1977–25.05.1979) ainsi que ministre de l'Agriculture des gouvernements Koivisto II (26.05.1979–18.02.1982) et Sorsa III (19.02.1982–05.05.1983),.
L'été 1978, alors que Taisto Tähkämaa est ministre de la Défense, le ministre de la Défense de l'Union soviétique, le maréchal Dmitri Oustinov, effectue une visite officielle en Finlande. 
Dmitri Oustinov propose à Taisto Tähkämaa, l'organisation d'exercices militaires conjoints entre la Finlande et l'Union soviétique.
Taisto Tähkämaa  répond qu'il n'a pas le pouvoir de prendre une décision sur la question et la transmet au président Urho Kekkonen et au commandant des forces de défense, le général Lauri Sutela, pour décision. 
Ceux-ci rejetteront la proposition de Dmitri Oustinov, qui est soupçonnée d'être l'idée de Vladimir Stepanov (fi), l'ambassadeur soviétique à Helsinki,.

## Reconnaissance
Le président de la République a décerné, à Taisto Tähkämaa, l'insigne de commandeur de l'Ordre du Lion de Finlande en 1983  et l'1re classe de la croix de la Liberté avec l'étoile de poitrine en 2006.
Il a aussi reçu le titre de conseiller agricole en 1991.